# 청도 대비사 대웅전
청도 대비사 대웅전(淸道 大悲寺 大雄殿)은 대한민국 경상북도 청도군 금천면, 대비사에 있는 조선시대의 대웅전이다. 1985년 1월 8일 대한민국의 보물 제834호로 지정되었다.

## 개요
대비사는 신라 진흥왕 27년(566)에 신승이 세우고 진평왕 22년(600)에 원광국사가 보수했다. 고려시대 이전에는 박곡리 마을에 있었으나 고려시대에 지금 있는 자리로 옮겨왔다.
석가모니불상을 모시고 있는 대웅전은 16세기 경에 세운 것으로 추정된다. 규모는 앞면 3칸·옆면 3칸으로, 지붕은 옆면에서 볼 때 사람 인(人)자 모양의 맞배지붕으로 꾸몄다. 전체 구성이 짜임새가 있고, 지붕 처마를 받치기 위해 장식하여 짜은 구조의 구성도 꼼꼼하고 튼튼하며, 이를 이루는 세부 부재들의 형태를 보아 조선 초기의 건축 수법을 볼 수 있어, 대체로 조선 초기에서 중기에 걸친 양식 특징을 살필 수 있는 건축물이다.

## 현지 안내문
대비사는 신라 진흥왕 27년(566)에 신승이 처음 건립하고, 진평왕 22년(600)에 원광국사가 고쳐지었다. 이 절은 고려시대 이전에는 박곡리 부락에 있었으나 고려시대에 현재의 위치로 옮겨졌다. 특히 대웅전은 조선시대 중기의 건축양식을 잘 갖춘 건물로서 전체구성이 짜임새가 있고, 공포도 견실하게 짜여져 있다.
건물은 정면 3칸, 측면 3칸의 다포식 맞배지붕으로 구성되어 있으며 잡석 기단 위에 자연석 주초를 놓고 둥근 기둥을 세웠다. 기둥머리에는 창방과 평방을 두고 그 위에 다포계의 공포를 구성하였다. 기둥사이에는 각각 2개의 공간포를 두었는데 그 간격의 정연함이 우수하다.

## 같이 보기
- 대비사

## 참고 자료
- 청도 대비사 대웅전 - 국가유산청 국가유산포털